# نهر اليرموك
نَهَر اليَرمُوك هو نهر يقع في غرب آسيا، تحديدًا في بلاد الشام، وهو من روافد نهر الأردن ويَعُد أكبر فروعه، وأحد الأنهار العربية المشتركة في منطقة الشرق الأوسط بين سوريا والأردن وجزء من الحدود الشرقية الشمالية لفلسطين المحتلة. ويبلغ طولهُ 57 كيلومتر (35 ميل)، منه 47 كيلومتر (29 ميل) داخل الأراضي السورية، والباقي يقع في مناطق الحدود الأردنية الشمالية الفلسطينية.
ينبع من بحيرة مزيريب في سوريا ثم يسير النهر ليشكل جزءًا من الحدود السورية الأردنية، ويقع على النهر في سوريا سد اليرموك، كما يتغذى ببعض الروافد كوادي الرقاد في الجولان ووادي الذهب الذي ينبع من جبل العرب مرورًا ببلدة الغارية الشرقية والغارية الغربية ويمر على عدد من المناطق والقرى التاريخية التي تحتوي على الكثير من الكنائس القديمة والأديار والمقابر والآثار. في سنة 2011، أنشأت الحكومتان السورية والأردنية سد الوحدة على النهر. ويقع جزءٌ من النهر ضمن نطاق محمية اليرموك الطبيعية في الأردن.

## التسمية
تاريخيًا أُطلق على المنطقة الجغرافية لحوض نهر اليرموك، في العصر البيزنطي اسم؛ هيرموكوس. وتعني الهوة المقدسة، نسبةً لفجوة زلزالية واقعة أسفل حوض النهر، ومن ثم نقحره العرب إلى اليرموك، معرفًا بلام التعريف. واليرموك في اللغة العربية مأخوذة من المصدر رَمَك وتعني الموضع. وقال فيه القعقاع بن عمرو التميمي:
«اليرموك موضعٌ بناحية الشام، ومنه يوم اليرموك.»

## جغرافيا

#### المسار

##### المنبعه
ينبع نهر اليرموك من جنوب سوريا، حيث المنطقة الجغرافية الواقعة بين جبل حوران وهضبة الجولان، وتشكل تدفقات بحيرة مزيريب الواقعة بالقرب من الامتدادات الجبلية لجبل حوران في محافظة درعا السورية مصدر نبوعه الرئيسي، والتي بنفسها تتشكل من مياه الشلالات والينابيع الصادرة من منطقة جبل حوران، وتغذيه في مساره عدة روافد، كرافد وادي الرقاد النابع من هضبة الجولان، إذ يعد أهم روافد نهر اليرموك وأكبرها، إضافة إلى روافد أخرى كوادي الذهب النابع من جبل حوران.

##### المصب
يصب في نهر الأردن جنوب بحيرة طبريا، عند مثلث منعطف اليرموك، وتُعرف تلك المنطقة بمُلتقى النهرين، وبعد التقائه مع الأنهار الثلاث المكوِّنة لنهر الأردن. وهي: الحاصباني وبانياس واللدان. حيث يبلغ طوله الإجمالي من المنبع إلى المصب مع تعرجاته، نحو 80 كيلومتر (50 ميل)، فيما إذا احتُسِب مساره كخطٍ مُستقيم فيبلغ طوله 32 كيلومتر (20 ميل) فقط، ويصل أقصى عرض له 35 كيلومتر (22 ميل).

### الطبيعة
يُشَكل نهر اليرموك حدًّا طبيعيًا بين سهول حوران وباشان، وبين مرتفعات الجولان في الشمال، وبين جبال جلعاد في الجنوب. وتسود في المنطقة المحيطة به من النباتات أعشاب قصيرة مقاومة للطقس الجاف ومناسبة للبيئة هناك. ومن أشهر ما يُزرع في البساتين حوله؛ الخضار والموز وقصب السكر.
من الحيوانات، الثدييات: الغزال العربي والوبر الصخري وقط الأدغال وابن آوى.
والطيور: بما أن منطقة حوض اليرموك تقع على ثاني أهم مسار لهجرة الطيور في العالم في وادي الأردن، حيث تشكل المنطقة حلقةَ وصلٍ لثلاث قارات، أوروبا وآسيا وإفريقيا، ومن أهم تلك الطيور التي تحط في الأردن:- الحمام المرقط والوروار والعوسق والهدهد والحجل الشقر ونقار الخشب السوري ودجاج الماء.
والزواحف: أفعى فلسطين والعلجوم الأخضر.
ويمتاز ضفاف النهر بانتشار الغابات ذات الأشجار الكثيفة، خصوصًا أشجار بلوط الملول الذي يُعد الشجرة الوطنية للأردن، إضافة إلى البطم الأطلسي والصفصاف الأبيض والدلب الشرقي والسحلب الأناضولي والصنوبر الحلبي، خصوصًا في أراضيه الأردنية، والتي تم اعتبارها كمحمية طبيعية سُميَت محمية غابات اليرموك. أسِّسَت عام 2010 من قبل الجمعية الملكية لحماية الطبيعة.
تتخللها بعض الأودية صغيرة ومتوسطة الحجم، التي تنحدر لتصب في النهر، ويكون الجريان فيها موسميًا عدا وادي الشق البارد.

### المناخ
يقع حوض النهر ضمن نطاق إقليم البحر المتوسط الجغرافي الذي يتمتع بمناخ دافئ وشبه جاف، إذ يزيد متوسط درجات الحرارة هناك في شهر يناير عن 5 °م (41 °ف)، أما في أشهر الصيف فتتجاوز درجات الحرارة 30 °م (86 °ف)، ويكثر هطول الأمطار فيه بين شهري أكتوبر ومارس، ويصل معدل التساقطات فيه إلى 400-600 ملم في السنة.

## تاريخه

### العصور القديمة
كشفت الأدلة التاريخية عن آثارًا تعود للحقبة الرومانية والبيزنطية، منها مدنٌ أنشأت للتحصين على ضفاف نهري اليرموك والأردن، كمدينة إبيلا التي يُعرف موقها اليوم بـ عين قويلبة في محافظة إربد الأردنية، ومدينة الحمة الفلسطينية على حدود سوريا والأردن، والتي يعود تاريخها أيضًا للعصر الروماني، ومعابدٍ يهودية تعود لعصر ما قبل الإسلام، إضافة إلى العديد من القرى والكنائس والمقابر الأثرية حول حوض النهر. وفي فترة حلف المدن العشرة الروماني الذي أنشأ للوقوف بالضد من نفوذ عرب الأنباط في الجنوب، شكل حينها نهر اليرموك والمنطقة المحيطة به عقدة وصل للمناطق الممتدة حوله، من خلال الجسور التي امتدت من فوقه، والتي يرجع أقدم آثارها إلى حقبة الوجود اليوناني والروماني بالمنطقة. أما أهم هذه الجسور وأقدمها؛ فهو جسر المجامع الموجود في نهاية نهر اليرموك على بعد 200 متر (660 قدم) من التقائه بنهر الأردن فهو يربط المناطق الشرقية التي تصل العراق، بالمناطق الشمالية من حلب ودمشق، بالمناطق الجنوبية وصولًا إلى مصر أو شبه الجزيرة العربية.

### العصر الإسلامي
اشتُهرت المنطقة بوقوع معركةٍ كبيرة قرب نهر اليرموك بين المسلمين بقيادة خالد بن الوليد، والبيزنطيين بقيادة ثيودور تريثوريوس، عُرفت بيوم اليرموك، وانتهت بنصرٍ حاسم للمسلمين. عُدَّت المعركة من أهم الأحداث في التاريخ الإسلامي، كما اعتبرها بعض المؤرخين من أهم المعارك في تاريخ العالم لأنها كانت بداية أول موجة انتصارات للمسلمين خارج جزيرة العرب، وآذنت لتقدم الإسلام في بلاد الشام.

### العصر الحديث
شهدت نهاية القرن التاسع عشر تنامي في أهمية نهر اليرموك الاقتصادية إلى جانب أهميته العسكرية في نقل الآلات والجنود، وذلك كنقطة وصل وربط بين المناطق حوله. لذلك جاء اقتراح مشروع بناء سكة حديدية لتعمل على إعادة تثبيت السيطرة العثمانية على المناطق التابعة لها، بيدَ أن هذه السيطرة واجهت تهديدًا وجوديًا بعد حملة محمد علي في الشام. أنشأت السكة الحديدية وافتُتحت عام 1908، وامتدت بين دمشق في الشمال والمدينة المنورة للجنوب مع فرع يصل حيفا غربًا، كما كانت أراضي اليرموك تمر من خلالها، وعرفت تلك السكة بخط حديد الحجاز. كما أحدث المشروع تأثيراً على الزراعة في المنطقة، فظهرت عدة مشاريع لاستثمار الزراعة واستغلال المياه الكبريتية الحارة هناك، خصوصا في قرية الحمة الأردنية، وكان لانتقال البهائيين للشام واستيطانهم حول أراضي اليرموك خصوصًا عباس أفندي دوراً في ازدهار الزراعة، كزراعتهم للموز والحمضيات. وتطور وسائل الري، كاستخدامهم طريقة الري السطحي، وهي تقنية لم تكن معروفة في تلك المنطقة قبلهم. وبعد سقوط الدولة العثمانية وظهور الدول الاستعمارية في المنطقة أصبح نهر اليرموك يُعتبر أشبه بفاصل حدودي لتقسيم نفوذ الدول المسيطرة هناك. وفي عام 1931، اتفق مسؤولون من القوتين المسيطرتين على بلاد الشام؛ الإمبراطورية الاستعمارية الفرنسية والإمبراطورية البريطانية، إلى تسوية اعتبرت جزء من النهر يتبع لفرنسا، وجزء آخر يتبع لبريطانيا. أما الجزء الذي تمر فوقه السكة الحديدية فقد اعتبر حاجزًا حدوديًا خاضعًا لإدارتهما المشتركة وهذا الجزء الحدودي هو ما يشكل حاليًّا الحدود الأردنية-السورية، التي تمتد لما يزيد عن 50 كيلومتر (31 ميل)، بما يشمل الحدود مع الجولان المحتلة. وبعد صدور قرار تقسيم فلسطين عام 1947، الذي صنف جزءًا من نهر اليرموك، قبل أن يصب في نهر الأردن؛ العلامة الحدودية الفاصلة بين الأردن وفلسطين التاريخية، والتي أصبحت اليوم تحت سيطرة إسرائيل. وبعد أن أدركت مجموعات مسلحة صهيونية أهمية الجسور في المنطقة؛ قامت منظمة البالماخ عام 1946 باستهداف جسر الحاوي، أحد جسور وادي اليرموك الواقع فوق نهر اليرموك، والتي لا تزال أطلاله قائمة ليومنا هذا، وذلك في ما عُرف بعملية ليل الجسور.

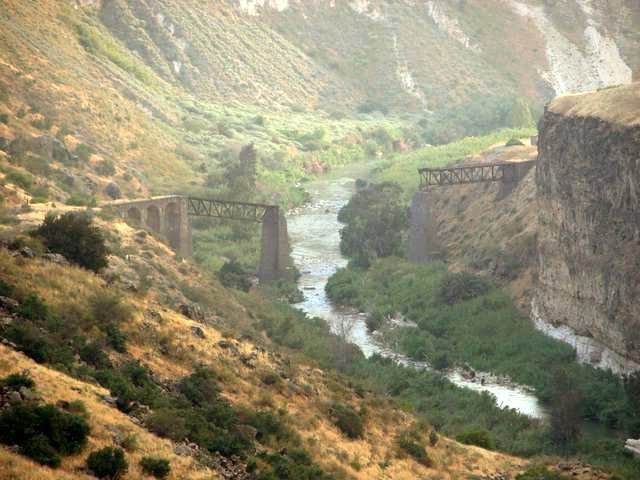
نهر اليرموك ويظهر جسر الحاوي المُهدم عليه أطلال سكة حديد الحجاز.

## مؤلفات ودراسات
تناول العديد من العلماء والباحثين القدامى والمعاصرين مواضيع حول نهر اليرموك في مؤلفاتهم ودراساتهم، ومنها:

### كتب تحدثت عنه
- كتاب "تعريف بالأماكن الواردة في البداية والنهاية" عن كتاب البداية والنهاية للمؤرخ والعالم المسلم ابن كثير الدمشقي: ذكر نهر اليرموك في الجزء الأول.
- كتاب "نزهة المشتاق في اختراق الآفاق" للمؤرخ والجغرافي للإدريسي: ذكر نهر اليرموك في الجزء الخامس من الإقليم الثالث.
- كتاب "تقويم البلدان" للمؤرخ والجغرافي أبو الفداء: ذكر نهر اليرموك في الكلام عن الأنهار ببداية الكتاب.
- كتاب "معجم البلدان" للمؤرخ والجغرافي ياقوت الحموي: ذكر اليرموك وشاطئه في مواضع عدة من كتابه.
- كتاب "صبح الأعشى" للمؤرخ والجغرافي أبو العباس القلقشندي: ذكر نهر اليرموك في الجزء الرابع من كتابه.
- كتاب "مختصر تاريخ العرب" للمؤرخ سيد أمير علي: ذكر نهر اليرموك في يوم اليرموك ببداية الكتاب.
- كتاب "موسوعة السفير" للتاريخ الإسلامي عدة مؤلفين: ذُكر نهر اليرموك في الجزء الحادي عشر من محتوى الكتاب.

### دراسات أنشأت حوله
- نهر اليرموك والأمن المائي العربي : دراسة في الجغرافية السياسية / محمد أحمد عقلة المومني.
- احتمالات الفيضانات عند مواقع السدود على نهر اليرموك / إبراهيم العطور، مايكل إبيت.
- التحليل المورفورمتري واتجاهات التغير المناخي لحوض نهر اليرموك / بدريه هياجنه.

## وصلات خارجية
- نهر اليرموك، موقع لجنة الأمم المتحدة الاقتصادية والاجتماعية لغرب آسيا.